# IBM und der Holocaust
IBM und der Holocaust: Die Verstrickung des Weltkonzerns in die Verbrechen der Nazis (engl. Originaltitel: IBM and the Holocaust: The Strategic Alliance between Nazi Germany and America’s Most Powerful Corporation) ist ein Buch des Investigativjournalisten Edwin Black, das 2001 erstmals veröffentlicht wurde.
Black stellt im Detail die Geschäftsbeziehungen des US-Konzerns IBM und seiner deutschen wie europäischen Tochterfirmen mit der deutschen Regierung Adolf Hitlers während der 1930er Jahre und der Zeit des Zweiten Weltkriegs dar. Eine Kernaussage des Buches ist Blacks These, dass die Technologie von IBM den Völkermord ermöglichte, vor allem durch die Herstellung und Tabellierung von Lochkarten auf der Basis von Daten aus der Volkszählung.
Die Neuauflage von 2012 bot eine um 37 Seiten bisher unveröffentlichter Dokumente erweiterte Ausgabe. Dazu kamen Fotos und anderes Archivmaterial.

## Inhalt
In den frühen 1880er Jahren konzipierte Herman Hollerith (1860–1929), ein junger Angestellter des U.S. Census Bureau, das Prinzip lesbarer Karten mit standardisierter Lochung, wobei jedes Loch einer besonderen Information zu einer Person wie Geschlecht, Nationalität und Beruf entsprach. Die Millionen von Lochkarten der Volkszählung wurden dann ausgewertet. 1910 gründete der deutsche Lizenznehmer Willy Heidinger die Deutsche Hollerith Maschinen Gesellschaft, die unter ihrem Akronym DEHOMAG bekannt wurde. Ein Jahr später verkaufte Hollerith sein Unternehmen an den Großindustriellen Charles Flint (1850–1934) für 1,41 Millionen Dollar (entspricht 34 Millionen Dollar des Jahres 2012). Das Unternehmen wurde Teil eines Mischkonzerns mit dem Namen Computing-Tabulating-Recording Company (CTR). Flint machte Thomas J. Watson (1874–1956), den Starverkäufer der National Cash Register Corporation, zum Geschäftsleiter des neuen Unternehmens. Die DEHOMAG wurde später eine direkte Tochtergesellschaft der CTR. 1924 wurde Watson Chief Executive Officer der CTR und änderte den Namen in International Business Machines (IBM).

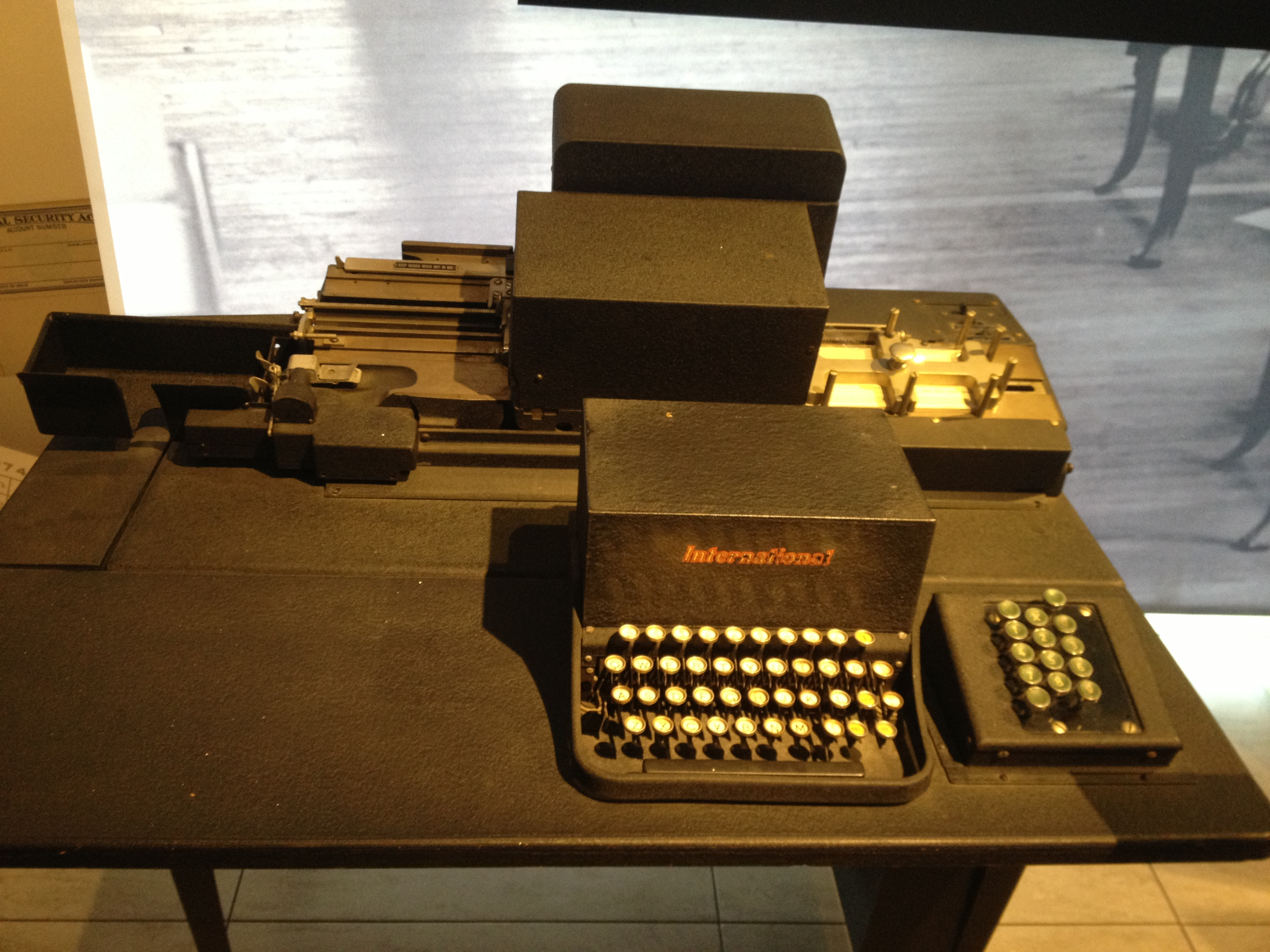
Lochkartenstanzer mit Tastatur 1933

Black beschreibt eingehend die weiter vorangehenden Geschäfte mit der Regierung Adolf Hitlers und der NSDAP mit IBM. Nach dem Machtantritt Hitlers im Januar 1933 wurde am 20. März ein Konzentrationslager für politische Gefangene in Dachau eingerichtet. Trotz internationaler Aufrufe zum Boykott wurden die geschäftlichen Beziehungen nicht unterbrochen. Willy Heidinger, ein begeisterter Anhänger des Regimes, leitete weiterhin die Dehomag, die zu 90 % in amerikanischem Besitz war. Der bis 1922 unabhängige Heidinger hatte auf Druck von Watson 90 Prozent der Aktienanteile als Kompensation an IBM abgetreten, da er die aufgelaufenen Lizenzgebühren aufgrund der Inflation in Deutschland nicht mehr bezahlen konnte.
Am 12. April 1933 wurde eine lange verschobene Volkszählung angekündigt. Dies war für die nationalsozialistische Führung für die Identifizierung von Juden, Sinti und Roma und anderen ethnischen Gruppen, die „unerwünscht“ erschienen, von besonderer Bedeutung. Die DEHOMAG bot ihre Dienste an, wobei man sich auf die 41 Millionen Einwohner Preußens konzentrierte. Dies wurde von Thomas Watson und IBM in Amerika nicht nur gutgeheißen, sondern, wie Black behauptet, aktiv gefördert und finanziell unterstützt. Watson reiste im Oktober 1933 selbst nach Deutschland. Die Investitionen wurden von 400.000 auf 7.000.000 Reichsmark erhöht, was etwa dem damaligen Wert von einer Million Dollar entsprach. Diese Kapitalspritze erlaubte der DEHOMAG Landerwerb in Berlin und den Bau der ersten IBM-Fabrik in Deutschland. Mit dieser Ausrüstung bereitete sich die Firma auf ein großes Geschäft mit dem neuen Regime vor, so Black.
Black erwähnt außerdem einen „geheimen Vertrag“ zwischen Heidinger und Watson, der der DEHOMAG besondere geschäftliche Vollmachten außerhalb Deutschlands gab, womit die nun „nazifizierte“ Firma Tochterfirmen und Lizenznehmer dieser Länder „umgehen und ersetzen“ (circumvent and supplant) konnte und die Bestellung und Lieferung von lochkartentechnologischen Lösungen direkt an Kunden dieser Länder vornehmen konnte. Im Ergebnis sei Deutschland in kurzer Zeit der zweitwichtigste Kunde von IBM außerhalb des US-Marktes geworden.
Der Zensus von 1933, der mit Hilfe und Dienstleistungen der IBM über ihre deutsche Tochter durchgeführt wurde, erwies sich als wesentliches Werkzeug, um die jüdische Minderheit zu identifizieren, zu isolieren und schließlich zu vernichten. Die geschätzte Zahl der Juden wurde erheblich nach oben korrigiert, da nun die Personen mit nur einem oder mehreren jüdischen Vorfahren erfasst wurden. So wurde die ursprüngliche Schätzung von 400.000 bis 600.000 Juden aufgegeben und eine neue Schätzung von 2 Millionen angenommen.
Mit der Besetzung Europas erfolgten Zählungen in den eroberten Ländern. Auch hier spielten die deutsche IBM-Niederlassung und nach der Eroberung Polens neue polnische Tochterfirmen eine wichtige Rolle, die von New York aus spezielle Aufgaben zugewiesen bekamen. Die Maschinen zur Datenerfassung und Auswertung, die von IBM geliefert wurden, waren für die Erfassung, Zusammenführung und Vernichtung der europäischen Juden unerlässlich, zeigt Black auf.
Black behauptet, jedes KZ-Lager habe seine eigene Hollerith-Abteilung gehabt, um Daten der Gefangenen zu erfassen. Black behauptet, ohne IBM-Ausrüstung, ihre Wartung und Instandhaltung und den Nachschub von Kartenmaterial hätten Hitlers Lager nicht die riesigen Menschenmengen bewältigen können.

## Reaktion von IBM
IBM hat nie die historischen Zeugnisse der Forschung Blacks als solche in Frage gestellt, sondern hauptsächlich die Methodik und die Schlussfolgerungen kritisiert. IBM behauptete, keine weiteren Dokumente zu besitzen, da die meisten während des Krieges zerstört wurden oder verloren gegangen seien.
In ihrem „IBM Statement on Nazi-era Book and Lawsuit“ antwortete IBM im Februar 2001 auf die Darstellung Blacks, es sei jahrzehntelang bekannt gewesen, dass Nazis die Hollerithausrüstung benutzt hätten und, dass IBMs deutsche Niederlassung während der 1930er Jahre Hollerith-Ausrüstung geliefert habe. Wie viele andere Firmen sei auch die DEHOMAG unter deutsche Kontrolle gekommen. Es sei auch weithin bekannt, dass Thomas J. Watson, Sr. die Medaille der deutschen Regierung für seine Rolle in den Weltwirtschaftsbeziehungen angenommen und in der Folge abgelehnt und zurückgegeben habe.
Am 29. März 2002 wies IBM Blacks Behauptung zurück, IBM halte Informationen und Aufzeichnungen zurück:

“Mr. Black is asserting that IBM is withholding materials regarding this era in its archives. There is no basis for such assertions and we deplore the use of such claims to sell books.”

„Mr. Black behauptet, dass IBM Materialien zu dieser Zeit in seinen Archiven zurückhält. Diese Anschuldigungen sind haltlos und wir missbilligen die Verwendung solcher Behauptungen, um Bücher zu verkaufen.“

IBM übergab jedoch später einen erheblichen Teil seiner Firmenaufzeichnungen an wissenschaftliche Archive in New York und Stuttgart, damit sie von unabhängigen Forschern untersucht würden.
In einem Artikel im Geschichtsnachrichtennetzwerk der George Mason University beschuldigte Edwin Black Rechtsanwälte von IBM der Zensur in Wikipedia-Artikeln zur Geschichte der IBM.

## Rezeption
Newsweek bezeichnete das Buch als explosive und fügte hinzu, durch gründliche Forschung belegt, sei Blacks Falldarstellung ebenso einfach wie atemberaubend. 2003 zeichnete die American Society of Journalists and Authors (ASJA) Blacks Werk IBM and the Holocaust als bestes Sachbuch des Jahres aus.
Richard Bernsteins Rezension im The New York Times Book Review stellte die ausführliche und gut mit Quellen belegte Darstellung Blacks heraus, bemerkte aber, dass er nicht beweise, dass IBM die einzige oder entscheidende Verantwortung für das Geschehene trage.
IBM berief sich auf diese Aussage Bernsteins, als es im März 2002 eine Presseverlautbarung als Zusatz zum IBM-Statement über das Buch der Nazizeit und den dazu gehörigen Rechtsstreit herausgab.
Kritischer wurde das Werk in wissenschaftlichen Publikationen aufgenommen. So bemängelte die Historikerin Beate Schreiber auf der Plattform H-Soz-Kult, dass die fehlende Quellen- und Überlieferungskritik sowie methodische Fehler. Das Buch eigne sich daher nicht als Standardwerk zum Thema.

## Gerichtsverfahren
Im Februar 2001 wurde auf Grundlage des Alien Tort Claims Acts (ATCA) Klage gegen IBM erhoben. Dem Bundesgericht wurde vorgetragen, IBM habe die Lochkartentechnologie zur Verfügung gestellt, die den Holocaust erleichtert habe, außerdem habe sie die Aktivitäten von DEHOMAG gedeckt. Im April 2001 wurde das Verfahren fallen gelassen. Rechtsanwälte befürchteten, die Weiterführung des Prozesses würde die Zahlungen einer Holocauststiftung verlangsamen, die zur Entschädigung von Zwangsarbeitern und anderer Opfer von Verfolgung vorgesehen seien. IBMs deutsche Abteilung zahlte 3 Millionen Dollar in diese Stiftung, dabei erklärte das Unternehmen, dass es damit keine Schuldanerkenntnis zum Ausdruck bringe.
2004 klagte die Menschenrechtsorganisation der Sinti und Roma Gypsy International Recognition and Compensation Action (GIRCA) in der Schweiz gegen IBM. 2006 wurde das Verfahren wegen Verjährung und Nichtzuständigkeit eingestellt, da die Schweiz zur Zeit der Ereignisse keine IBM-Niederlassung hatte.

## Ausgaben
- IBM and the Holocaust. The Strategic Alliance between Nazi Germany and America’s Most Powerful Corporation. Crown Books, 2001, ISBN 0-609-60799-5.
- IBM and the Holocaust. The Strategic Alliance Between Nazi Germany and America’s Most Powerful Corporation. Dialog Press, 2012, ISBN 978-0-914153-27-6.
- IBM und der Holocaust. Die Verstrickung des Weltkonzerns in die Verbrechen der Nazis. Propyläen Verlag, München u. a. 2001, ISBN 3-549-07130-2.
- IBM und der Holocaust. Die Verstrickung des Weltkonzerns in die Verbrechen der Nazis. Ullstein-Taschenbuchverlag, 2002, ISBN 3-548-75087-7.

siehe auch
- Götz Aly und Karl-Heinz Roth: Die restlose Erfassung. Volkszählen, Identifizieren, Aussondern im Nationalsozialismus. Berlin 1984.